# Feistritz bei Knittelfeld
Feistritz bei Knittelfeld är en ort i kommunen Sankt Marein-Feistritz i distriktet Murtal i förbundslandet Steiermark i Österrike. Feistritz bei Knittelfeld var tidigare en självständig kommun, men blev den 1 januari 2015 en del av kommunen Sankt Marein-Feistritz.
Kommunen bestod av tre orter (Ortschaften) (inom parentes invånarantal 1 januari 2024):
- Altendorf (195)
- Feistritz bei Knittelfeld (664)
- Moos (6)